# Juozas Naujalis
Juozas Naujalis (Raudondvaris près de Kaunas, 9 avril 1869 – Kaunas, 9 septembre 1934) est un compositeur lituanien, organiste et chef de chœur. Il est considéré comme le patriarche de la musique lituanienne.

## Biographie
Naujalis étudie à l'Institut de musique de Varsovie et à Ratisbonne. En 1898, il fonde la chorale, Daina (« chant ») et a été l'un des fondateurs de la Société Saint-Gregor lituanienne des organistes de Kaunas. Il est ensuite professeur et recteur de sa propre école d'organistes, fondée en 1913, et d'une école de musique privée (1919) à Kaunas, nationalisée l'année suivante. Il est chef du chœur à la cathédrale de Kaunas et, à partir de 1933, professeur et le chef d'orchestre de la musique d'orgue au Conservatoire de Kaunas. Il compose des messes, des motets, des œuvres pour orgue et de la musique pour chœur, et un poème symphonique, L'Automne.

## Œuvres et style
La musique de Juozas Naujalis est principalement reliée aux domaines principaux de son travail : musique d'église, chant choral et musique pour orgue. Il y confirme la tradition classique, l'harmonie classique, et n'accepte pas d'innovations dans sa langue musicale. Sa musique chorale tient une place importante dans son héritage créatif, qui comprend 27 chants originaux pour chœur, 17 harmonisations de chansons folkloriques, ainsi qu'une grande partie de musique d'église : 13 messes, 23 motets, des hymnes, psaumes et autres pièces religieuses – soit plus de 150 compositions en tout. Ses œuvres instrumentales comprennent 45 compositions pour orgue, piano et orchestre.